# O Astro
O Astro è una telenovela brasiliana in 64 episodi, scritta da Alcides Nogueira e Geraldo Carneiro. Prodotta nel 2011 da Rede Globo, che l'ha trasmessa nella fascia oraria solitamente riservata alle miniserie, si tratta del remake di Magia, grande successo della stessa emittente nel 1977 firmato da Janete Clair.
Il cast comprende Rodrigo Lombardi, Thiago Fragoso, Daniel Filho, Carolina Ferraz: è presente anche, in un piccolo ruolo, Francisco Cuoco, che in Magia impersonava il protagonista. 
Inedita in Italia, la telenovela ha vinto l'Emmy nel 2011. 